# Жиль Девале
Жиль Девале (нід. Gilles Dewaele, нар. 13 лютого 1996, Кнокке, Бельгія) — бельгійський футболіст, фланговий захисник клубу «Кортрейк».

## Ігрова кар'єра

### Клубна
Вихованець клубу «Серкль Брюгге», де він почав займатися в клубній академії у 2008 році. У жовтні 2013 року футболіст зіграв першу гру у турнірі чемпіонату Бельгії. За результатами сезону 2014/15 «Серкль Брюгге» вилетів до Другого дивізіону але Деваель продовжив виступати за команду.
Лише влітку 2018 року Деваель перейшов до клубу «Вестерло», з яким у сезоні 2018/19 виборов право підвищення в класі. Але через сезон клуб знову повернувся до Другого дивізіону.
У 2020 році як вільний агент перейшов до клубу Ліги Жупіле «Кортрейк», де провів два сезони. В зимове міжсезоння 2021/22 Деваель перейшов до льєжського «Стандарду».
В червні 2024 року вдруге приєднався до «Кортрейка», підписавши з клубом трирічний контракт.

### Збірна
З 2012 року виступав за юнацькі збірні Бельгії різних вікових категорій.